# Петър Гещаков
Петър Търпев Гещаков е български революционер, деец на Вътрешната македоно-одринска революционна организация.

## Биография
Петър Гещаков е роден през 1858 година в битолското село Гявато, тогава в Османската империя. Присъединява се към ВМОРО и става член на Цариградския революционен комитет. Заедно с Васил от Баница, Кръсте Халев от Езерани и още един деец оглавява организация, която събира пари и хора за Революционната организация с център в Българската болница в Цариград. Четиримата са арестувани и лежат два месеца, но с по 9 наполеона подкуп са освободени. Гещаков се завръща в Гявато и взима участие в Илинденско-Преображенското въстание през лятото на 1903 година, в което е изгорена къщата му. След въстанието продължава да се занимава с революционна дейност по собствените му думи „за Македония и България“. След установяването на сръбска власт във Вардарска Македония продължава да е член на организацията до 1925 година. Преследван е от новите сръбски власти, които в 1915 година изгарят къщата му, като жена му умира. Вследствие на преследванията Гещаков ослепява.
На 26 март 1943 година, като жител на Гявато, подава молба за народна пенсия, която е одобрена и отпусната от Министерския съвет на Царство България.